# 제형
제형(諸兄)은 고구려의 관등이다. 예속(蘙屬) ·이소(伊紹) 또는 하소환(河紹還)이라고도 한다. 고구려 후기의 14관등 중 제12위의 관등이며, 중국의 종7품직에 상당한다.
고구려가 멸망하고 신라로 망명한 옛 고구려인(보덕국인)들은 신문왕 6년(686년) 신라 본국의 경관(京官)을 받았는데, 제형은 신라의 사지(舍知) 관등을 받았다. 

## 같이 보기
- 고구려의 관직